# Poulan
Poulan – miasto w Stanach Zjednoczonych, w stanie Georgia, w hrabstwie Worth.